# Campeonato Panamericano de Fútbol de Salón 1993
El Campeonato Panamericano de Fútbol de Salón 1993 fue la IV edición de este torneo (en el que intervenían selecciones del Caribe; Norte, Centro y Sudamérica; y se celebraba bajo reglamento FIFUSA (hoy AMF). Se disputó en la ciudad de La Paz, Bolivia, del 12 al 19 de mayo de 1993. Todos sus partidos se efectuaron en el Coliseo Julio Borelli Viteritto.
Este evento fue organizado por la Confederación Panamericana de Fútbol de Salón, la extinta Federación Internacional de Fútbol de Salón (FIFUSA) y la Federación Boliviana de Fútbol de Salón. 
El torneo se definió en un cuadrangular en el que Colombia se tituló campeón. Otorgó cuatro cupos a la Copa Mundial de 1994 en Argentina que fueron para Colombia, Bolivia, Paraguay y Brasil.

## Equipos participantes
En el torneo compitieron ocho selecciones de futsal integrantes de la FIFUSA (siete de Sudamérica y una de Norteamérica),
| Confederación                                                   | Selección | Clasificación                  |
| --------------------------------------------------------------- | --------- | ------------------------------ |
| CSFS (Sudamérica) (7 cupos)                                     | Bolivia   | (Anfitrión) (4.to puesto) 1990 |
| CSFS (Sudamérica) (7 cupos)                                     | Colombia  | (Campeón) 1990                 |
| CSFS (Sudamérica) (7 cupos)                                     | Paraguay  | (Subcampeón) 1990              |
| CSFS (Sudamérica) (7 cupos)                                     | Venezuela | (3.er puesto) 1990             |
| CSFS (Sudamérica) (7 cupos)                                     | Argentina |                                |
| CSFS (Sudamérica) (7 cupos)                                     | Brasil    |                                |
| CSFS (Sudamérica) (7 cupos)                                     | Uruguay   |                                |
| CONCACFUTSAL (Norteamérica, Centroamérica y El Caribe) (1 cupo) | México    |                                |

Los ocho participantes fueron divididas en dos grupos. La representación brasileña se inscribió a última hora, lo cual ameritó la reorganización de los grupos y la replanificación de los juegos. La estructura final de los grupos fue la siguiente:

### Grupo 1
- Argentina
- Brasil
- Colombia
- Venezuela

### Grupo 2
- Bolivia
- México
- Paraguay
- Uruguay

## Fase de grupos

### Grupo A
| Grupo A   | Pts | J | G | E | P | GF | GC | Dif |
| --------- | --- | - | - | - | - | -- | -- | --- |
| Colombia  | 3   | 3 | 1 | 1 | 0 | 6  | 5  | +1  |
| Brasil    | 2   | 3 | 1 | 0 | 1 | 6  | 6  | 0   |
| Venezuela | 2   | 3 | 1 | 0 | 1 | 8  | 7  | +1  |
| Argentina | 1   | 3 | 0 | 1 | 1 | 6  | 8  | -2  |

| 12 de mayo de 1993 | Argentina                                              | 3:5 | Venezuela                                      | Coliseo Julio Borelli, La Paz |  |
|                    | Franco Sguacero · Reynaldo Jiménez · Alejandro Navarro |     | Romer Taranto · David Pinto · Joseín Rodríguez |                               |  |

| 13 de mayo de 1993 | Venezuela | 3:4 | Brasil | Coliseo Julio Borelli, La Paz |  |

| 13 de mayo de 1993 | Colombia | 3:3 | Argentina | Coliseo Julio Borelli, La Paz |  |

| 14 de mayo de 1993 | Colombia                      | 3:2 | Brasil                            | Coliseo Julio Borelli, La Paz |  |
|                    | Viviano Mena · Marco Aparicio |     | Alexandre Santos · Walter Pereiro |                               |  |

| 15 de mayo de 1993 | Colombia | N/D | Venezuela | Coliseo Julio Borelli, La Paz |  |

| 15 de mayo de 1993 | Argentina | N/D | Brasil | Coliseo Julio Borelli, La Paz |  |

 N/D: información no disponible

### Grupo B
| Grupo B  | Pts | J | G | E | P | GF | GC | Dif |
| -------- | --- | - | - | - | - | -- | -- | --- |
| Bolivia  | 4   | 3 | 3 | 0 | 0 | 16 | 2  | +14 |
| Paraguay | 2   | 3 | 1 | 0 | 1 | 4  | 6  | -2  |
| Uruguay  | 2   | 3 | 1 | 0 | 2 | 10 | 8  | +2  |
| México   | 0   | 3 | 0 | 0 | 2 | 1  | 15 | -14 |

| 12 de mayo de 1993 | Uruguay | 2:3 | Paraguay | Coliseo Julio Borelli, La Paz |  |

| 12 de mayo de 1993 | Bolivia                                                                   | 8:0 | México | Coliseo Julio Borelli, La Paz |  |
|                    | Waldo Quinteros · Daniel Sanzetenea · Antonio Quina · Vladimir Juaniquina |     |        |                               |  |

| 13 de mayo de 1993 | Bolivia | 4:1 | Uruguay | Coliseo Julio Borelli, La Paz |  |

| 14 de mayo de 1993 | Bolivia                                                                 | 4:1 | Paraguay      | Coliseo Julio Borelli, La Paz |  |
|                    | Fabián Romero · Waldo Quinteros · Vladimir Juaniquina · Fernando Claros |     | Emilio Duarte |                               |  |

| 14 de mayo de 1993 | México            | 1:7 | Uruguay                                                                            | Coliseo Julio Borelli, La Paz |  |
|                    | Francisco Ramírez |     | Paul Casella · Jorge Castelly · Carlos González · Rafael Núñez · Gonzalo Rodríguez |                               |  |

| 15 de mayo de 1993 | Paraguay | N/D | México | Coliseo Julio Borelli, La Paz |  |

 N/D: información no disponible

## Fase final
Los clasificados a la fase final por el grupo A fueron Brasil y Colombia. Por el grupo B, avanzaron Bolivia y Paraguay. Los partidos de esta fase se disputaron entre el 17 y el 19 de mayo en ronda de todos contra todos.
Colombia logró el título al vencer a la local Bolivia en la última fecha del cuadrangular. El equipo local obtuvo el subcampeonato. Paraguay alcanzó el bronce al golear al Brasil por 6-3 en el cierre del cuadrangular.

### Cuadrangular final
| Fase final | Pts | J | G | E | P | GF | GC | Dif |
| ---------- | --- | - | - | - | - | -- | -- | --- |
| Colombia   | 6   | 3 | 3 | 0 | 0 | 11 | 5  | +6  |
| Bolivia    | 4   | 3 | 2 | 0 | 1 | 7  | 2  | +5  |
| Paraguay   | 2   | 3 | 1 | 0 | 2 | 8  | 10 | -2  |
| Brasil     | 0   | 3 | 0 | 0 | 3 | 5  | 14 | -9  |

| 17 de mayo de 1993 | Colombia                                         | 4:2 | Paraguay                      | Coliseo Julio Borelli, La Paz |  |
|                    | Giovanny Hernández · Viviano Mena · Marco Tascón |     | Julio Marecos · Emilio Duarte |                               |  |

| 17 de mayo de 1993 | Bolivia | 3:0 | Brasil | Coliseo Julio Borelli, La Paz |  |

| 18 de mayo de 1993 | Colombia                                                                               | 5:2 | Brasil                                    | Coliseo Julio Borelli, La Paz |  |
|                    | Barbosa 9' · Marco Tascón 13' 40' · Engelbert Vergel 31' · Otro goleador no disponible |     | 2' Flavio Spinelli · 39' Alexandre Alonso |                               |  |

| 18 de mayo de 1993 | Bolivia | 3:0 | Paraguay | Coliseo Julio Borelli, La Paz |  |

| 19 de mayo de 1993 | Bolivia         | 1:2 | Colombia                          | Coliseo Julio Borelli, La Paz |  |
|                    | Waldo Quinteros |     | Marco Tascón · Giovanni Hernández |                               |  |

| 19 de mayo de 1993 | Paraguay | 6:3 | Brasil | Coliseo Julio Borelli, La Paz |  |

|                              |
| Bandera de Colombia          |
| Campeón Colombia 2.do Título |

## Clasificados alCampeonato Mundial de Futsal de la FIFUSA 1994
| Bandera de Argentina  | Bandera de Colombia | Bandera de Bolivia   | Bandera de Paraguay   | Bandera de Brasil   | Bandera de Uruguay | Bandera de Venezuela |
| Argentina (Anfitrión) | Colombia (Campeón)  | Bolivia (Subcampeón) | Paraguay (3.er lugar) | Brasil (4.to lugar) | Uruguay            | Venezuela            |

## Tabla general
| Pos. | Equipo    | Pts | J | G | E | P | GF | GC | Dif. | Rend. |
| ---- | --------- | --- | - | - | - | - | -- | -- | ---- | ----- |
| 1    | Colombia  | 9   | 6 | 4 | 1 | 0 | 17 | 10 | +7   | 75%   |
| 2    | Bolivia   | 10  | 6 | 5 | 0 | 1 | 23 | 4  | +19  | 83,3% |
| 3    | Paraguay  | 4   | 6 | 2 | 0 | 3 | 12 | 16 | -4   | 33,3% |
| 4    | Brasil    | 2   | 6 | 1 | 0 | 4 | 11 | 20 | -9   | 16,6% |
| 5    | Uruguay   | 2   | 3 | 1 | 0 | 2 | 10 | 8  | +2   | 33,3% |
| 6    | Venezuela | 2   | 3 | 1 | 0 | 1 | 8  | 7  | +1   | 50%   |
| 7    | Argentina | 1   | 3 | 0 | 1 | 1 | 6  | 8  | -2   | 16,6% |
| 8    | México    | 0   | 3 | 0 | 0 | 2 | 1  | 15 | -14  | 0%    |